# Andrea Fulvio
Andrea Fulvio, född 1470, död 1527, italiensk historiker under renässansen. Efterföljare till Flavio Biondo. 
Hans Antiquitates Urbus kom att tryckas i många upplagor och var populära under lång tid. I början av 1500-talet trycktes den första samlingen myntreproduktioner, Illustrium imagines. Syftet var inte numismatiskt utan en ikonografisk repertoar av berömda romare. Varje person presenterades med ett porträtt och några biografiska data undertill.